# Kokadara Sodo
Kodakara Sodo (Kid commotion en inglés) es un mediometraje dirigido por Torajiro Saito en 1935 que pertenece al género de la comedia nansensu, asimilable al slapstick occidental. Es una película muda que, como era común en el cine japonés, está concebida para ser narrada por un benshi en directo en la sala de proyección. Aunque la narración se apoya, como es propio del género, en porrazos, confusiones y persecuciones, incluye además un fuerte trasfondo social. 

## Argumento
Sakiko, la mujer de Fukuda, se dispone a hacer la comida para el matrimonio y sus seis hijos más el séptimo que viene de camino, pues está  embarazada. Se encuentra con que apenas le queda arroz, con que le han cortado el agua, el gas y la luz por no pagar las facturas. Cuando le está recriminando esta situación miserable a su marido Fukuda, que no trabaja y se dedica a jugar a los trenecitos con sus hijos, Sakiko se pone de parto. Entonces Fukuda sale corriendo en busca de la matrona, pero resulta que esta se niega a atenderle por no haber pagado sus visitas anteriores y, por el contrario, mientras vemos como intentan ayudar a su madre los hijos del matrimonio que quedan en casa, ella marcha a casa del Señor del pueblo, que quiere que asista a una cerda valiosísima de raza única.
Desesperado por la necesidad de dinero Fukuda prueba todo tipo de estrafalarias iniciativas como robar a un ciego, rescatar a una niña de una casa en llamas -y quemando en el intento el dinero que se le ha pagado por ello- robar en una casa en la que la señora que la habita se pone de parto y él la asiste por error y, finalmente, se entrega con otro grupo de hombres desesperados a la caza de la cerda del Señor, que por lo visto se ha escapado y por la que se ofrece una jugosa recompensa.
Mientras tanto su mujer sigue sufriendo los dolores del parto y aguantando los batacazos y vaivenes a que la someten sus hijos. Acuden algunos vecinos que mandan buscar a Fukuda y le critican mientras asisten a la desesperada escena sin hacer nada por no gastar dinero en ayudar a la pobre Sakiko.
La estrafalaria caza y captura de la cerda por diversos escenarios acaba con Fukuda adueñándose de ella y entregándosela en persona a su dueño, que le entrega la prometida recompensa. Por fin hay dinero para pagar a un pequeño ejército de doctores y matronas que ayudan a venir al mundo a tres nuevos hijos, con los que son nueve en total. Sin embargo el Señor contrata a Fukuda para cuidar y atender a su cerda, con lo que Fukuda y Sakiko pueden salir adelante y, como vemos en el plano final, llegar a tener un pequeño ejército de dieciocho vástagos.